# Энден, Михаил Николаевич фон
Михаил Николаевич фон Энден (8 [21] января 1901, Санкт-Петербург — 26 июня 1975, Гарш под Парижем) — писатель и общественный деятель русского зарубежья, журналист.

## Биография
Родился 8 (21) января 1901 года в семье полковника гвардии Русской императорской армии Николая Михайловича фон Эндена (22.04.1876—02.06.1961); мать — Екатерина Михайловна Боткина (30.08.1881—26.03.1957). 
С 1915 года учился в петербургской школе Карла Мая, но революция 1917 года не дала ему возможности её окончить. Продолжил учёбу в Севастопольском городском юридическом институте. В 1920 году состоял переводчиком при комендатуре Французской армии в Крыму. В 1920 году покинул Россию вместе с семьёй во время эвакуации Крыма. В эмиграции жил во Франции с 1921 года, сперва в Фонтене-су-Буа (под Парижем), затем в Гарше.
Окончил юридический факультет Парижского университета, Высшую школу политических наук. Стал специалистом по статистике и экономике. Член Русского студенческого христианского движения (РСХД).
Заведовал экономическим отделом в банке «Neuflize-Schlumberger et C». В 1926 году избирался делегатом Российского Зарубежного съезда в Париже от русской эмиграции в Бельгии. В 1930-е годы сотрудничал в семинаре по изучению русской религиозной мысли XX века, в семинарах Н. А. Бердяева и профессоров М. В. Бернацкого, В. Б. Ельяшевича и А. М. Михельсона, выступал с докладами. Был членом Попечительского комитета Русской школы для девочек в Кэнси (под Парижем).
В 1946 был членом приходского совета храма Христа Спасителя в г. Аньер (Франция) близ Парижа. Перешёл в юрисдикцию Московского Патриархата. В 1949 году упомянут как член епархиального управления Западноевропейского экзархата Русской православной церкви.
Товарищ председателя правлений Центра помощи русским беженцам и Объединения «Православное дело». Член правлений Союза русских православных приходов и Ассоциации основателей и друзей Богословского института Сен-Дени в Париже. С 1960 — член правления Российского музыкального общества за границей (РМОЗ). Член правления Объединения писателей и журналистов.

## Творческая деятельность
Автор многочисленных статьей по специальности, а также на темы русской литературы, истории и культуры. Помещал статьи во французских журналах «La Vie Financière», «La Revue de France», «Revue Politique et Parlementaire», «Revue dEconomie Politique» . В 1947 выпустил книгу «Démenti dun monde en ruines» («Перед разрушенным миром») под псевдонимом Pierre Vendée, автор биографии С. Ю. Витте. Работал над биографией Григория Распутина. Занимался составлением библиографий деятелей русской истории.